# Filmfare Award/Beste Hauptdarstellerin
Der Filmfare Best Actress Award wird vom indischen Filmfare-Magazin verliehen und ist eine Preiskategorie der jährlichen Filmfare Awards für Hindi-Filme. Der Preis wurde zum ersten Mal im Jahre 1954 verliehen. Zu mehrfachen Gewinnern zählen Kajol und Nutan, die fünf Preise gewonnen haben, und Meena Kumari und Madhuri Dixit, die jeweils vier gewonnen haben.
Liste der Preisträger und der Filme, für die sie gewonnen haben:
| Jahr | Schauspielerin    | Film                           | Deutscher Titel                    |
| ---- | ----------------- | ------------------------------ | ---------------------------------- |
| 1954 | Meena Kumari      | Baiju Bawra                    | —                                  |
| 1955 | Meena Kumari      | Parineeta                      | —                                  |
| 1956 | Kamini Kaushal    | Biraj Bahu                     | —                                  |
| 1957 | Nutan             | Seema                          | —                                  |
| 1958 | Nargis            | Mother India                   | —                                  |
| 1959 | Vyjayantimala     | Sadhna                         | —                                  |
| 1960 | Nutan             | Sujata                         | —                                  |
| 1961 | Bina Rai          | Ghunghat                       | —                                  |
| 1962 | Vyjayantimala     | Ganga Jamuna                   | Gunga Jumna – Der Kampf der Brüder |
| 1963 | Meena Kumari      | Sahib Bibi Aur Ghulam          | —                                  |
| 1964 | Nutan             | Bandini                        | —                                  |
| 1965 | Vyjayantimala     | Sangam                         | —                                  |
| 1966 | Meena Kumari      | Kaajal                         | —                                  |
| 1967 | Waheeda Rehman    | Guide                          | —                                  |
| 1968 | Nutan             | Milan                          | —                                  |
| 1969 | Waheeda Rehman    | Neel Kamal                     | —                                  |
| 1970 | Sharmila Tagore   | Aradhana                       | —                                  |
| 1971 | Mumtaz            | Khilona                        | —                                  |
| 1972 | Asha Parekh       | Kati Patang                    | —                                  |
| 1973 | Hema Malini       | Seeta Aur Geeta                | —                                  |
| 1974 | Dimple Kapadia    | Bobby                          | —                                  |
| 1974 | Jaya Bhaduri      | Abhimaan                       | —                                  |
| 1975 | Jaya Bhaduri      | Kora Kagaz                     | —                                  |
| 1976 | Laxmi             | Julie                          | —                                  |
| 1977 | Raakhee           | Tapasya                        | —                                  |
| 1978 | Shabana Azmi      | Swami                          | —                                  |
| 1979 | Nutan             | Main Tulsi Tere Aangan Ki      | —                                  |
| 1980 | Jaya Bhaduri      | Nauker                         | —                                  |
| 1981 | Rekha             | Khubsoorat                     | —                                  |
| 1982 | Smita Patil       | Chakra                         | Das Rad des Glücks                 |
| 1983 | Padmini Kolhapure | Prem Rog                       | —                                  |
| 1984 | Shabana Azmi      | Arth                           | —                                  |
| 1985 | Shabana Azmi      | Bhavna                         | —                                  |
| 1986 | Dimple Kapadia    | Saagar                         | —                                  |
| 1987 | kein Preis        |                                |                                    |
| 1988 | kein Preis        |                                |                                    |
| 1989 | Rekha             | Khoon Bhari Maang              | —                                  |
| 1990 | Sridevi           | Chaalbaaz                      | —                                  |
| 1991 | Madhuri Dixit     | Dil                            | —                                  |
| 1992 | Sridevi           | Lamhe                          | —                                  |
| 1993 | Madhuri Dixit     | Beta                           | —                                  |
| 1994 | Juhi Chawla       | Hum Hain Rahi Pyaar Ke         | —                                  |
| 1995 | Madhuri Dixit     | Hum Aapke Hain Koun...!        | —                                  |
| 1996 | Kajol             | Dilwale Dulhania Le Jayenge    | Wer zuerst kommt, kriegt die Braut |
| 1997 | Karisma Kapoor    | Raja Hindustani                | Raja Hindustani – Taxi ins Glück   |
| 1998 | Madhuri Dixit     | Dil To Pagal Hai               | Mein Herz spielt verrückt          |
| 1999 | Kajol             | Kuch Kuch Hota Hai             | Und ganz plötzlich ist es Liebe …  |
| 2000 | Aishwarya Rai     | Hum Dil De Chuke Sanam         | Ich gab dir mein Herz, Geliebter   |
| 2001 | Karisma Kapoor    | Fiza                           | —                                  |
| 2002 | Kajol             | Kabhi Khushi Kabhi Gham        | In guten wie in schweren Tagen     |
| 2003 | Aishwarya Rai     | Devdas                         | Devdas – Flamme unserer Liebe      |
| 2004 | Preity Zinta      | Kal Ho Naa Ho                  | Lebe und denke nicht an morgen     |
| 2005 | Rani Mukerji      | Hum Tum                        | Ich & Du – Verrückt vor Liebe      |
| 2006 | Rani Mukerji      | Black                          | —                                  |
| 2007 | Kajol             | Fanaa                          | Fanaa – Im Sturm der Liebe         |
| 2008 | Kareena Kapoor    | Jab We Met                     | Jab We Met – Als ich Dich traf     |
| 2009 | Priyanka Chopra   | Fashion                        | —                                  |
| 2010 | Vidya Balan       | Paa                            | —                                  |
| 2011 | Kajol             | My Name Is Khan                | Mein Name ist Khan                 |
| 2012 | Vidya Balan       | The Dirty Picture              | —                                  |
| 2013 | Vidya Balan       | Kahaani                        | —                                  |
| 2014 | Deepika Padukone  | Goliyon Ki Raasleela Ram-Leela | Ram-Leela                          |
| 2015 | Kangana Ranaut    | Queen                          | —                                  |